# Himachal Pradexe
Himachal Pradexe (Himachal Pradesh) é um estado da Índia. Situado no Himalaia Ocidental, é um dos treze estados montanhosos e é caracterizado por uma paisagem extrema com vários picos e extensos sistemas fluviais. Himachal Pradexe é o estado mais setentrional da Índia e compartilha fronteiras com os territórios da união de Jamu e Caxemira e Ladaque ao norte, e os estados de Panjabe a oeste, Haryana a sudoeste, Utaracanda a sudeste e uma fronteira muito estreita com Utar Pradexe ao sul. O estado também compartilha uma fronteira internacional a leste com a Região Autônoma do Tibete, na China. Himachal Pradexe também é conhecido como Dev Bhoomi ou Dev Bhumi, que significa "Terra dos Deuses" e Veer Bhoomi que significa "Terra dos Bravos".
A região predominantemente montanhosa que compreende o atual Himachal Pradexe tem sido habitada desde os tempos pré-históricos, tendo testemunhado várias ondas de migrações humanas de outras áreas.  Ao longo de sua história, a região foi governada principalmente por reinos locais, alguns dos quais aceitaram a suserania de impérios maiores. Antes da independência da Índia dos britânicos, Himachal compreendia as regiões montanhosas da província de Punjab, na Índia Britânica. Após a independência, muitos dos territórios montanhosos foram organizados como a província do Comissário Chefe de Himachal Pradexe, que mais tarde se tornou um Território da União. Em 1966, áreas montanhosas do estado vizinho de Punjab foram fundidas em Himachal e finalmente foi concedido o status de estado completo em 1971.
Himachal Pradexe está espalhado por vales com muitos rios perenes fluindo através deles. A agricultura, a horticultura, a energia hidrelétrica e o turismo são importantes componentes da economia do estado. O estado montanhoso é quase universalmente eletrificado, com 99,5% dos lares tendo eletricidade em 2016. O estado foi declarado o segundo estado livre de defecação a céu aberto da Índia em 2016.  De acordo com uma pesquisa do CMS-India Corruption Study em 2017, Himachal Pradexe é o estado menos corrupto da Índia.
 

Himachal Pradexe é dividido em 12 distritos.

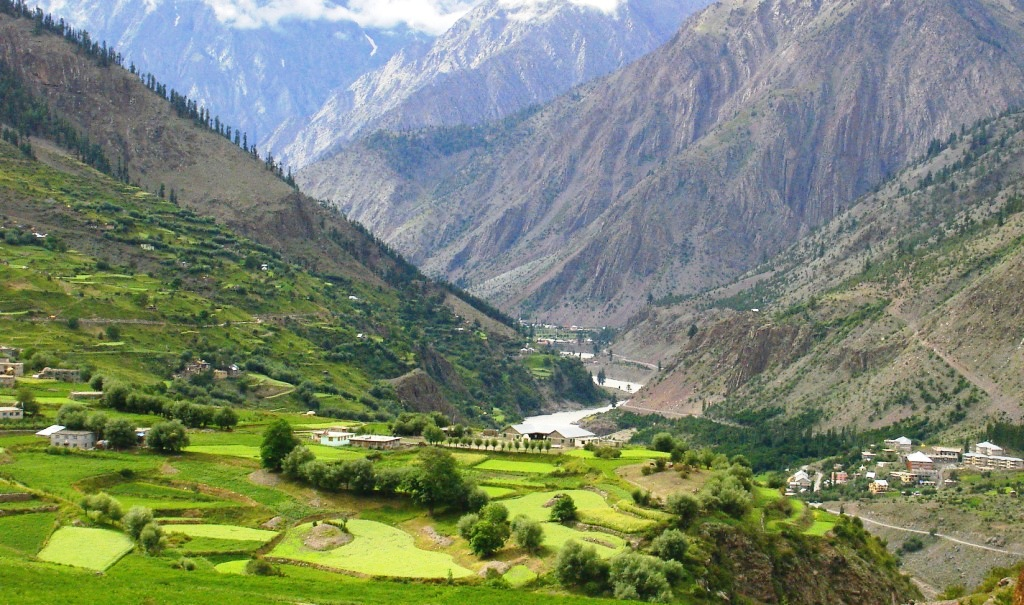
Vila próxima ao Templo Trilokinath

## História

### Início da história
Tribos como os Koli, Hali, Dagi, Dhaugri, Dasa, Khasa, Kanaura e Kirata habitavam a região desde a era pré-histórica. O sopé do estado moderno de Himachal Pradexe foi habitado por pessoas da civilização do vale do Indo, que floresceu entre 2250 e 1750 a.C.  Acredita-se que os Kols e Mundas sejam os habitantes originais das colinas do atual Himachal Pradxe, seguidos pelos Bhotas e Kiratas.
Durante o período védico, existiram várias pequenas repúblicas conhecidas como Janapada que mais tarde foram conquistadas pelo Império Gupta. Após um breve período de supremacia pelo rei Harshavardhana, a região foi dividida em vários poderes locais liderados por chefes, incluindo alguns principados de Rajput. Estes reinos gozavam de um grande grau de independência e foram invadidos pelo sultanato de Deli várias vezes.  Mahmud Ghaznavi conquistou Kangra no início do século 11. Timur e Sikander Lodi também marcharam pelas colinas mais baixas do estado, capturaram vários fortes e travaram muitas batalhas.  Vários estados montanhosos reconheceram a suserania mogol e prestaram tributos regulares aos mogóis.
O Reino de Gorkha conquistou muitos reinos e chegou ao poder no Nepal em 1768.  Eles consolidaram seu poder militar e começaram a expandir seu território.  Gradualmente, o Reino do Nepal anexou Sirmour e Shimla. Sob a liderança de Amar Singh Thapa, o exército nepalês cercou Kangra. Eles conseguiram derrotar Sansar Chand Katoch, o governante de Kangra, em 1806 com a ajuda de muitos chefes provinciais. No entanto, o exército nepalês não conseguiu capturar o forte de Kangra, que ficou sob o comando do marajá Ranjeet Singh em 1809. Após a derrota, expandiram-se para o sul do estado. No entanto, Raja Ram Singh, Raja do Estado de Siba, capturou o forte de Siba dos remanescentes de Lahore Darbar em Samvat 1846, durante a Primeira Guerra Anglo-Sikh.
Eles entraram em conflito direto com os britânicos ao longo do cinturão de tarai, após o que os britânicos os expulsaram das províncias do Satluj.  Os britânicos gradualmente emergiram como a potência primordial na região. Na revolta de 1857, ou primeira guerra de independência indiana, decorrente de várias queixas contra os britânicos, o povo dos estados montanhosos não era tão ativo politicamente quanto os de outras partes do país.  Eles e seus governantes, exceto Bushahr, permaneceram mais ou menos inativos.  Alguns, incluindo os governantes de Chamba, Bilaspur, Bhagal e Dhami, prestaram ajuda ao governo britânico durante a revolta.
Os territórios britânicos ficaram sob a Coroa Britânica após a proclamação da Rainha Vitória em 1858. Os estados de Chamba, Mandi e Bilaspur fizeram bons progressos em muitos campos durante o domínio britânico.  Durante a Primeira Guerra Mundial, praticamente todos os governantes dos estados montanhosos permaneceram leais e contribuíram para o esforço de guerra britânico, tanto na forma de homens quanto de materiais. Entre eles estavam os estados de Kangra, Jaswan, Datarpur, Guler, Rajgarh, Nurpur, Chamba, Suket, Mandi e Bilaspur.

### Partição e pós-independência
Após a independência, a Província do Comissário Chefe de Himachal Pradexe foi organizada em 15 de abril de 1948 como resultado da integração de 30 pequenos estados principescos (incluindo príncipes feudais e zaildars) nos promontórios do Himalaia ocidental. Estes eram conhecidos como os Estados de Simla Hills e quatro estados montanhosos do sul do Panjabe sob a Ordem Himachal Pradexe (Administração), 1948 sob as Seções 3 e 4 da Lei de Jurisdição Extra-Provincial, 1947 (mais tarde renomeada como Lei de Jurisdição Estrangeira, 1947 vide A.O. de 1950). O Estado de Bilaspur foi fundido em Himachal Pradexe em 1 de julho de 1954 pelo Himachal Pradexe and Bilaspur (New State) Act, de 1954.
 

Himachal tornou-se um estado Parte 'C' em 26 de janeiro de 1950, quando a Constituição da Índia entrou em vigor e o vice-governador foi nomeado. A Assembleia Legislativa foi eleita em 1952. Himachal Pradexe tornou-se um território da união em 1 de novembro de 1956.  Algumas áreas do Estado de Punjab, a saber, Simla, Kangra, Kullu e Lahul e Spiti Distritos, Lohara, Amb e Una Kanungo círculos, algumas áreas do círculo Santokhgarh Kanungo e alguma outra área especificada de Una Tehsil do Distrito de Hoshiarpur, bem como Kandaghat e Nalagarh Tehsils do antigo Estado PEPSU, além de algumas partes do círculo de Dhar Kalan Kanungo do Distrito de Pathankot - foram fundidas com Himachal Pradexe em 1 de novembro de 1966 com a promulgação pelo Parlamento da Lei de Reorganização do Punjab, de 1966.  Em 18 de dezembro de 1970, a Lei do Estado de Himachal Pradexe foi aprovada pelo Parlamento, e o novo estado surgiu em 25 de janeiro de 1971. Himachal tornou-se o 18º estado da União Indiana com o Dr. Yashwant Singh Parmar como seu primeiro-ministro-chefe.